# Skeletodes tetrops
Skeletodes tetrops là một loài bọ cánh cứng trong họ Cerambycidae.